# فرانک استابز (ورزشکار)
فرانک استابز (: Frank Stubbs; ۱۲ ژوئیهٔ ۱۹۰۹ – ۲۰ آوریل ۱۹۹۳) بازیکن هاکی روی یخ اهل ایالات متحده آمریکا بود.